# Минчо Агайн
Минчо Симеонов Агайн е български офицер, генерал-лейтенант от Държавна сигурност.

## Биография
Роден е на 25 ноември 1922 г. в пернишкото село Друган. От 1938 г. е член на РМС, а от 9 септември 1944 г. и на БКП. От май до септември 1944 г. е партизанин в Радомирския партизански отряд. От 1946 г. работи в специалния отдел на Министерството на отбраната. През 1950 г. влиза в системата на МВР. Последователно е заместник-началник на Управление III на Държавна сигурност (до 17 май 1952), заместник-началник на школата „Георги Димитров“ (1958 – 1962) и заместник-началник управление в Групата за контрол и обобщаване на опита в МВР. От 2 февруари 1963 г. е началник на Управление IV. От 10 август 1963 г. е заместник-председател на Комитета за държавна сигурност. В периода 10 февруари 1963 – 1973 е заместник-министър на МВР. На 24 ноември 1972 г. е награден с орден „Народна република България“ – I степен.